# Animaliska livsmedel

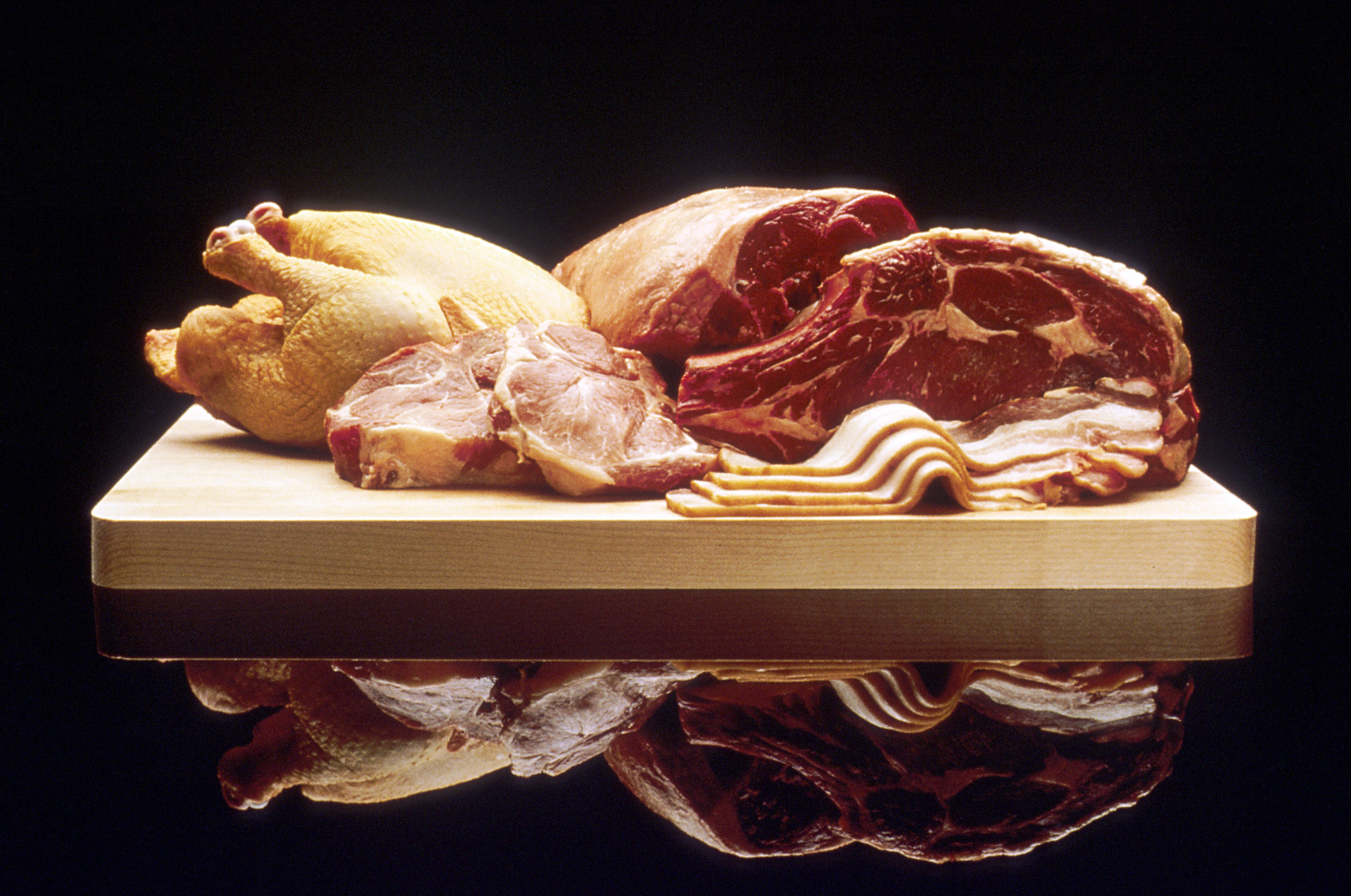
Animaliska livsmedel. Kyckling, nötkött och fläskkött.

Animaliska livsmedel är livsmedel som härstammar från djurriket.
Till animaliska livsmedel hör framför allt delar av djur, som kött, inälvsmat, fisk och skaldjur, men även ägg och mjölkprodukter.
De flesta animaliska livsmedel är rika på protein. Vissa innehåller också mycket fett och fettlösliga vitaminer.
Den som helt avstår från animalier kallas vegan. Dessutom finns flera varianter av vegetarianer, som avstår från olika typer av animalier.
Se även vegetabiliska livsmedel.